# 산마리노의 유로비전 송 콘테스트 참가
산마리노는 2008년부터 6회 참가하였으며, 도시 국가로는 최초로 유로비전 송 콘테스트에서 준 결승전을 통과하여 결선에 진출하였다. 발렌티나 모네타가 절반 이상인 4회 참가하였으며, 국가의 최고 기록을 경신해 왔다. 2018년에도 참가 의향이 있는 것으로 밝혀졌다.

## 참가자
- 분홍색으로 줄이 쳐진 연도는 결선에 참가하지 못한 연도이다.

| 연도 | 가수                                | 노래                      | 언어       | 결선 | 점수 | 준결선 | 점수 |
| ---- | ----------------------------------- | ------------------------- | ---------- | ---- | ---- | ------ | ---- |
| 2008 | 미오디오                            | "Complice"                | 이탈리아어 |      |      | 19     | 5    |
| 2011 | 세니트                              | "Stand By"                | 영어       |      |      | 16     | 34   |
| 2012 | 발렌티나 모네타                     | "The Social Network Song" | 영어       |      |      | 14     | 31   |
| 2013 | 발렌티나 모네타                     | "Crisalide (Vola)"        | 이탈리아어 |      |      | 11     | 47   |
| 2014 | 발렌티나 모네타                     | "Maybe"                   | 영어       | 24   | 14   | 10     | 40   |
| 2015 | 미켈레 페르니올라 & 아니타 시몬치니 | "Chain of Lights"         | 영어       |      |      | 16     | 11   |
| 2016 | 세르하트                            | "I Didn't Know"           | 영어       |      |      | 12     | 68   |
| 2017 | 발렌티나 모네타 & 지미 윌모르손     | "Spirit Of The Night"     | 영어       |      |      | 18     | 1    |
| 2018 | 제시카 무스카트 & 예니퍼 브레닝     | "Who We Are"              | 영어       |      |      | 17     | 28   |